# 安迪-比爾定律
安迪-比爾定律，是對硬體升級與軟體升級之間關係的陳述，是指新軟體總將耗盡新硬體所提高的任何計算能力。
這條定律源於1990年代在計算機會議上的一句小笑話：「安迪給的，比爾就會拿走」。「安迪給的，比爾就會拿走」這句話是對英特尔前執行長安迪·葛洛夫和微軟前執行長比尔·盖茨在商業策略上的風趣評論。
英特爾和微軟曾在1980年代至1990年代達成了利潤豐厚的合作關係，Microsoft Windows中的標準芯片组就是英特爾品牌。儘管英特爾從合作中獲得了利潤，但葛洛夫認為，蓋茨並沒有充分利用英特爾晶片的強大性能，葛洛夫還認為蓋茨實際上不肯升級軟體以使硬體發揮最佳性能。
葛洛夫對於微軟的軟體在英特爾硬體之中居主流地位感到沮喪，他的沮喪情緒公諸於世之後，催生了這句幽默的口號。